# Bergsjön (Kalls socken, Jämtland, 707130-138097)
Bergsjön är en sjö i Åre kommun i Jämtland och ingår i Indalsälvens huvudavrinningsområde. Sjön är 32,5 meter djup, har en yta på 3,34 kvadratkilometer och är belägen 407,1 meter över havet. Sjön avvattnas av vattendraget Fjälltjärnån.

## Delavrinningsområde
Bergsjön ingår i det delavrinningsområde (707183-137867) som SMHI kallar för Utloppet av Bergsjön. Medelhöjden är 512 meter över havet och ytan är 25,82 kvadratkilometer. Räknas de 4 avrinningsområdena uppströms in blir den ackumulerade arean 48,99 kvadratkilometer. Fjälltjärnån som avvattnar avrinningsområdet har biflödesordning 3, vilket innebär att vattnet flödar genom totalt 3 vattendrag innan det når havet efter 290 kilometer. Avrinningsområdet består mestadels av skog (69 procent) och kalfjäll (12 procent). Avrinningsområdet har 3,59 kvadratkilometer vattenytor vilket ger det en sjöprocent på 13,9 procent.